# الدوري الشمالي لكرة القدم 1954–55
الدوري الشمالي لكرة القدم 1954–55 (بالإنجليزية: 1954–55 Northern Football League)‏ هو موسم من الدوري الشمالي لكرة القدم ‏. فاز فيه بيشوب أوكلاند ‏.